# Edward Lexy
Edward Lexy (Londres, 18 de fevereiro de 1897 – Dublin, 31 de janeiro de 1970) foi um ator de cinema britânico.

## Filmografia selecionada
- Under Secret Orders (1937)
- Mademoiselle Docteur (1937)
- The Winslow Boy (1948)
- Blanche Fury (1948)
- The Smart Aleck (1951)
- The Lady with the Lamp (1951)
- Up in the World (1956)
- The Rising of the Moon (1957)
- The Story of Esther Costello (1957)
- The Man Who Wouldn't Talk (1958)